# アルテベルデ (1940年の船)
アルテベルデ（オランダ語：Artevelde）とは、ベルギー海軍の駆逐艦である。

## 解説
1939年にオランダのフェイエノールト社に発注された駆逐艦で、元々の目的は漁業保護艦兼ロイヤルヨット。
建造途中に第二次世界大戦が勃発し，オランダ本土がドイツの占領下に置かれたことから､船台で建造途中だったアルテベルデはドイツ軍に接収された。そのためドイツ軍から艦名をローレライに改名し，建造が続行された。
1940年の進水時にはK4と再び改名され､1943年に竣工した。第二次世界大戦で沈没を免れたK4は1945年6月にベルギーへと返還された。その際に、元の名である、アルテベルデに戻された。しかし、ドイツ海軍から返還された際にはすでに機関が損傷しており、航行して使用されることはなく、専ら停泊練習艦として運用された。
その後1950年に宿泊艦に改装された後、1954年に除籍解体された。